# Teudis
Teudis fou rei visigot del 531 al 548. Aquest fou el nom que li va atribuir Isidor de Sevilla, però probablement es deia Teodoric.
Era un antic comandant de Teodoric II, i va succeir Amalaric quan aquest fou assassinat i traslladà la cort de Narbona a Barcelona. És possible que ja s'hagués rebel·lat abans de ser proclamat.
Momentàniament Teudis va aconseguir conservar Arlè i encara que va haver de fer front a una altra incursió dels francs al principi del seu regnat (entre el 532 i el 534, i més probablement el 532), durant la qual els visigots van perdre algunes places menors pròximes a Besiers (encara que després van poder recuperar gran part d'allò perdut). Probablement va ser en aquesta incursió que els francs van ocupar Lodeva, que el 535 era possessió franca (fet comprovat per haver assistit el seu bisbe al Concili de Clermont). Malgrat totes les dificultats, Teudis va aconseguir conservar el tron.
El 533 Teudis va negociar una aliança amb els vàndals, adreçada essencialment contra l'Imperi Romà d'Orient. A canvi de l'ajuda se suposa que el rei Gelimer va poder cedir als visigots la ciutat de Ceuta. El 534 els romans d'Orient van ocupar Ceuta i sembla acreditat que estava dominada pels visigots. La presència visigoda a l'altre costat de l'Estret de Gibraltar, pressuposa una dominació més o menys efectiva de la província Bètica.
Teudis va exercir també certa influència en la política internacional, erigint-se en campió de les forces oposades a Constantinoble. A més de la seva aliança amb els vàndals, els ostrogots d'Itàlia, amenaçats pels romans d'Orient, van elegir per rei (l'any 540) a Idibad o Hidibald, que era nebot de Teudis, del qual sens dubte esperaven ajuda (esperances que després van quedar defraudades).
L'any 540 Teudis va atacar Ceuta, en poder dels romans d'Orient, ocupant-la i saquejant-la. Però les forces visigodes van ser sorpreses pels grecs, que els van derrotar i els van aniquilar.
El 541 es va produir una nova incursió dels francs, en la que van assetjar Cesaraugusta.
Probablement va ser Teudis qui traslladà la capital del regne des de Barcelona o Barcino fins a Toledo. Encara que s'ignoren els motius del canvi, probablement després de la incursió dels francs abans del 534, la situació a la frontera de Septimania es va estabilitzar, i es va interrompre momentàniament el període d'hostilitat amb els francs (potser va poder firmar-se un tractat de pau que suposaria la recuperació de Lodeve i altres places pels visigots; se sap segur que Lodeve, després de pertànyer algun temps als francs, va tornar a poder dels visigots, després del 535), amb el que Teudis va poder dirigir les seves mires cap als seus dominis peninsulars. La posició central de Toledo afavorien un millor control dels dominis hispànics. No es coneix l'any del canvi de capitalitat però sembla segur que ja s'havia produït el 546, perquè el dia 24 de novembre d'aquest any, el rei va publicar a Toledo una llei sobre costos i despeses dels litigants en un plet.
El 548 fou assassinat al seu palau (suposadament a Toledo) per un got que simulà estar boig. El succeí Teudisel.